# اگماتینگ
اگماتینگ (به آلمانی: Egmating) یک شهر در آلمان است که در بایرن واقع شده‌است.

## خصوصیات
اگماتینگ ۱۹٫۱۶ کیلومترمربع مساحت دارد ۶۲۰ متر بالاتر از سطح دریا واقع شده‌است.